# Henri Bergé

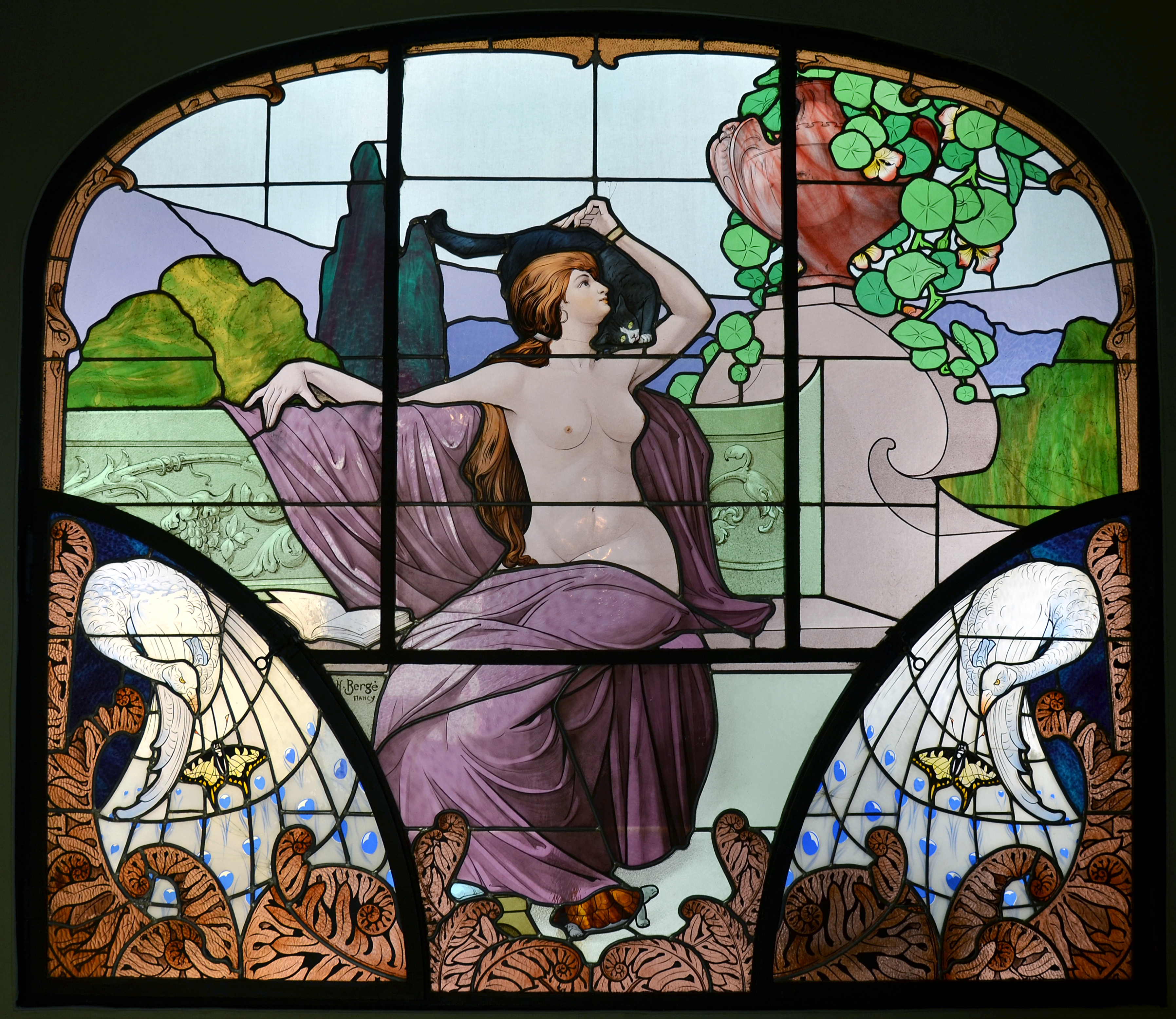
La Lecture, musée de l'Ecole de Nancy.

Henri Bergé (Diarville, 1870 – Nancy, 1937) è stato un disegnatore e illustratore francese  dell'Art Nouveau.

## Biografia
Fu allievo di Jules Larcher alla l'École nationale supérieure d'art de Nancy e lavorò presso i fratelli Daum dove prese il posto di Jacques Grüber. Crea uno sfondo di motivi floreali e vegetali che l'azienda Daum utilizzerà nelle sue produzioni fino alla Prima Guerra Mondiale.
Henri Bergé fa parte della École de Nancy, una della prime scuole di Art Nouveau in Francia. Questa scuola ha per obbiettivo di promuovere il rinascimento e lo sviluppo dei mestieri d'arti nella provincia francese. Sin dalla sua creazione il 13 febbraio 1901, Henri Bergé ne è uno dei membri del comitato direttivo.
Principalmente conosciuto e riconosciuto per i suoi disegni, Henri Bergé favorisce lo sviluppo dei valori della École de Nancy guidando gli insegnamenti della scuola di modellatura e disegno della Maison Daum, attiva fin dal 1894. A partire dal 1895, Henri Bergé è capo di questa scuola insieme a Jacques Gruber, entrato al servizio di Daum due anni prima, nel 1893.
Il suo insegnamento del disegno permette la diffusione di un stilo molto particolare. I suoi disegni e il suo stilo testimonia della sua grande interesse per la natura e lo studio botanico. La forma curvilinea e sinuosa delle piante si ritrovano nei suoi disegni e sarà una influenza sui decor della Maison Daum.
In 40 anni di attività presso Daum, Henri Bergé ha costituito un repertorio di motivi vegetali e floreali che ha raccolto nella sua Enciclopedia floreale. Quest'ultima sarà utilizzata come fonte di motivi dalla Maison Daum fino agli anni 1920.

## Henri Bergé e l'Art Nouveau
I disegni di Henri Bergé riflettono il gusto dell'epoca per il giapponismo, l'attrazione per la natura e le forme ondulate e arabesche. Sono paragonabili a quelli di Émile Gallé e Victor Prouvé. La produzione di Bergé in qualità di direttore artistico della manifattura Daum dimostra un utilizzo dello stile Art Nouveau con un scopo industriale. I suoi disegni testimoniano una grande precisione nell'osservazione della natura. Tuttavia, si i disegni di Bergé sono notevoli per la loro fedeltà alla natura, egli non ha mai concepito questa produzione come una vera opera d'arte. Inoltre, non ha mai cercato la perfezione scientifica né l'esaurimento di un'enciclopedia nel contesto di produzione. L'obiettivo dei disegni di Bergé era la creazione di un fondo stilistico per servire da modello agli artigiani dell'azienda Daum.

## Opere
Un insieme di 85 disegni di Henri Bergé è conservato al Museo dell'École de Nancy. Questo insieme, proveniente dall'archivio di Henri Bergé, è stato donato al museo dalla società Pont-à-Mousson SA nel 1988.
Realizzò numerosi manifesti pubblicitari (come quelli della Maison d'art de lorraine) stampati da Albert Bergeret a Nancy e alle Arts graphiques modernes.
Fu anche l'autore delle vetrate del Cure d'air Trianon di Malzéville presso Nancy.
Presso Daum conobbe Almaric Walter al quale fornì molti modelli per la realizzazione di oggetti in vetro fuso realizzati artigianalmente da esso.